# کالکانوو
کالکانوو (انگلیسی: Kalkanovo) یک شهرک در شهرستان اوچالینسکی استان باشقیرستان کشور روسیه است.